# Mece (ort i Kroatien)
Mece är en ort i Kroatien.   Den ligger i länet Baranja, i den östra delen av landet, 210 km öster om huvudstaden Zagreb. Mece ligger 82 meter över havet och antalet invånare är 844.
Terrängen runt Mece är mycket platt. Runt Mece är det glesbefolkat, med 16 invånare per kvadratkilometer. Närmaste större samhälle är Osijek, 7,8 km söder om Mece. Runt Mece är det i huvudsak tätbebyggt.